# Galesville (Wisconsin)
Galesville ist eine Kleinstadt (mit dem Status „City“) im Trempealeau County im US-amerikanischen Bundesstaat Wisconsin. Im Jahr 2010 hatte Galesville 1481 Einwohner.

## Geografie
Galesville liegt im Westen Wisconsins beiderseits des Beaver Creek, der über den Black River zum Stromgebiet des die Grenze zu Minnesota bildenden Mississippi gehört. Im Norden der Stadt liegt der vom Beaver Creek durchflossene Lake Marinuka.
Galesville liegt in der Driftless Area genannten eiszeitlich geformten Region, die sich über das südöstliche Minnesota, das südwestliche Wisconsin, das nordöstliche Iowa und das äußerste nordwestliche Illinois erstreckt. Bei der letzten Eiszeit, der so genannten Wisconsin Glaciation, blieb die Region eisfrei, sodass sich die Flusstäler auch während dieser Zeit tiefer in das Plateau einschneiden konnten.
Die geografischen Koordinaten von Galesville sind 44°04′54″ nördlicher Breite und 91°20′57″ westlicher Länge. Das Stadtgebiet erstreckt sich über eine Fläche von 3,81 km² und ist vollständig von der Town of Gale umgeben, ohne dieser anzugehören.
Nachbarorte von Galesville sind Ettrick (13 km nordöstlich), North Bend (21,7 km östlich), Holmen (17,7 km südöstlich), Trempealeau (12,8 km südwestlich) und Centerville (8,8 km westlich).
Die nächstgelegenen größeren Städte sind Green Bay am Michigansee (343 km östlich), Wisconsins größte Stadt Milwaukee (358 km ostsüdöstlich), Wisconsins Hauptstadt Madison (237 km südöstlich), La Crosse am Mississippi (37 km südsüdöstlich), Rochester in Minnesota (99,8 km westlich), die Twin Cities in Minnesota (194 km nordwestlich) und Eau Claire (106 km nördlich).

## Verkehr
Am südlichen Stadtrand reffen der U.S. Highway 53 und der Wisconsin State Highway 93 zusammen. Alle weiteren Straßen sind untergeordnete Landstraßen, teils unbefestigte Fahrwege sowie innerörtliche Verbindungsstraßen.
Der nächste Flughafen ist der La Crosse Regional Airport (36,5 km südsüdöstlich).

## Bevölkerung
Nach der Volkszählung im Jahr 2010 lebten in Galesville 1481 Menschen in 635 Haushalten. Die Bevölkerungsdichte betrug 388,7 Einwohner pro Quadratkilometer. In den 635 Haushalten lebten statistisch je 2,25 Personen.
Ethnisch betrachtet setzte sich die Bevölkerung zusammen aus 96,6 Prozent Weißen, 0,1 Prozent Afroamerikanern, 0,2 Prozent amerikanischen Ureinwohnern, 1,0 Prozent Asiaten sowie 0,4 Prozent aus anderen ethnischen Gruppen; 1,6 Prozent stammten von zwei oder mehr Ethnien ab. Unabhängig von der ethnischen Zugehörigkeit waren 1,2 Prozent der Bevölkerung spanischer oder lateinamerikanischer Abstammung.
22,7 Prozent der Bevölkerung waren unter 18 Jahre alt, 59,2 Prozent waren zwischen 18 und 64 und 18,1 Prozent waren 65 Jahre oder älter. 52,1 Prozent der Bevölkerung waren weiblich.
Das mittlere jährliche Einkommen eines Haushalts lag bei 50.324 USD. Das Pro-Kopf-Einkommen betrug 25.567 USD. 11,8 Prozent der Einwohner lebten unterhalb der Armutsgrenze.

## Bekannte Bewohner
- Merlin Hull (1870–1953) – republikanischer Abgeordneter des US-Repräsentantenhauses (1929–1931, 1935–1953) – besuchte das Gale College in Galesville
- Nicholas Ray (1911–1979) – Filmregisseur und Schauspieler – geboren und aufgewachsen in Galesville